# Zentralplateau
Das Zentralplateau ist eine flachwellige Hochebene im westafrikanischen Staat Burkina Faso. Es ist Teil eines präkambrischen Sockels aus Granit und Gneis und liegt etwa 250–350 Meter über NN. Da es traditionell von Mossi besiedelt ist, wird es auch „Mossiplateau“ genannt. Auf dem Zentralplateau liegt die Hauptstadt Ouagadougou. Außerdem ist Plateau Central, eine der 13 Verwaltungsregionen, nach dem Plateau benannt.